# Ерік Рінг
Ерік Карл Хуго Рінг (швед. Erik Karl Hugo Ring, нар. 24 квітня 2002, Седертельє, Швеція) — шведський футболіст, вінгер клубу АІК та молодіжної збірної Швеції.

## Клубна кар'єра
Ерік Рінг народився у передмісті Стокгольма Седертельє. Грати у футбол починав у столичних клубах з нижчих дивізіонів. У 2017 році Рінг перебрався до системи іншого клубу зі Стокгольма - АІКа, де також грав на юнацькому рівні. З початку сезону 2020 року Рінга почали залучати до тренувань з першою командою.
9 вересня 2020 року футболіст підписав з клубом свій перший професійний контракт, дія якого розрахована до кінця 2024 року. А 20 вересня того року у столичному дербі проти «Гаммарбю» Рінг дебютував у першій команді у матчах Аллсвенскан.

## Збірна
З 2021 року Еріка Рінга викликають на матчі молодіжної збірної Швеції.